# Río Lena
El río Lena (en ruso: Лена; en buriato:Зүлхэ, Zülhè; en evenki: Елюенэ, Eljuenė; en yakuto: Улахан өрүс, Ulaqan örüs, literalmente «gran río») es un largo río del este de Siberia (Rusia), el más oriental de los tres grandes ríos árticos siberianos (los otros dos son el Obi y el Yeniséi). Fluye en direcciones NE y N a través del óblast de Irkutsk y la república de Sajá hasta desaguar en el mar de Láptev (océano Ártico). Tiene una longitud de más de 4400 km, el undécimo más largo del mundo, drenando una cuenca de 2 490 000 km², que coincide esencialmente con toda Siberia oriental.  Su caudal varía ampliamente a lo largo del año, con un mínimo de alrededor de 2800 m³/s (en enero de 1994) y un máximo 66 500 m³/s (en junio de 1994); esta variación estacional está asociada a la fusión del hielo en Siberia.
Llega hasta los 1640 m de altitud de su origen en los montes Baikal, al sur, la meseta Central Siberiana, 22 km al oeste del lago Baikal, el Lena fluye hacia el noreste, y a él se unen el río Kirenga y el río Vitim. Desemboca en el mar de Láptev, al suroeste de las islas de Nueva Siberia formando un delta de 10 800 km² de superficie, cruzado por siete ramas principales, siendo la más importante el Bylov, la más oriental. Aunque las precipitaciones de lluvia son escasas en la zona de captación de las aguas, el caudal medio del río es de 16,4 millones de litros por segundo en su desembocadura.
Uno de sus atractivos turísticos son los Pilares del Lena, una curiosa formación rocosa en su margen. De este río es posible que tomara el sobrenombre Vladimir Illich Uliánov, Lenin, que significaría «el que pertenece al río Lena».

## Historia

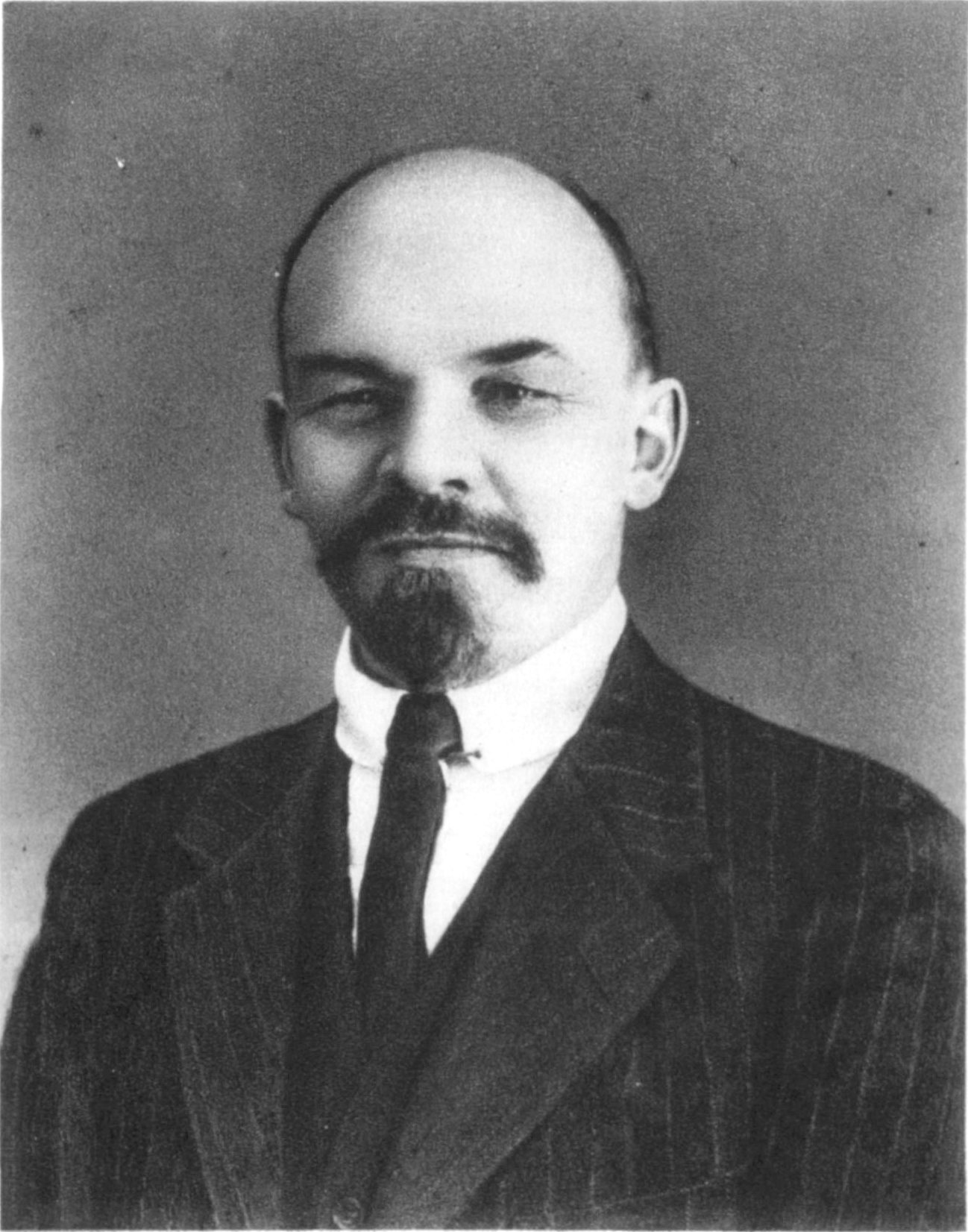
El más exitoso de los 160 apodos usados por Vladímir Ilich Uliánov fue sin duda el de «Lenin », que adoptó en 1900 a su regreso de tres años de exilio en Siberia. Se han formulado diversas suposiciones sobre su origen, entre las cuales una de las más populares es la que le atribuye el significado de «hombre del Lena».

En los años anteriores a la llegada de los rusos, los grupos étnicos más extendidos en la cuenca del Lena eran los yakutos, asentados en la cuenca media entre la confluencia de los ríos Aldan y Viljuy y que llegaron desde las regiones más meridionales, rodeando el lago Baikal, en numerosas oleadas migratorias que finalizaron alrededor de 1500. Otro grupo étnico importante asentado en la cuenca del Lena eran los evenkis (también llamados tungus), asentados en pequeños grupos sobre un vasto territorio en la cuenca alta y media, y los evens, una población ártica residente en el curso bajo del río y en la zona de la desembocadura. Sin embargo, la densidad de población en estos territorios era muy baja, y vastos territorios estaban casi deshabitados.
La primera mitad del siglo XVII presenció el inicio de la colonización rusa, cuando primero los cosacos al servicio de las familias rusas más poderosas, y luego el ejército regular, avanzaron lentamente hacia el este. La primera afirmación decisiva de la autoridad rusa sobre la zona data de estos años, con la sumisión de las poblaciones nativas al pago de tributos. El primer puesto avanzado ruso en la cuenca del Lena fue el campamento de invierno de Ust'-Kutskoe, que posteriormente se convirtió en la ciudad de Ust-Kut. La ciudad de Yakutsk fue fundada por los cosacos en 1632, la cual diez años más tarde fue elevada al status de ciudad, convirtiéndose en el centro administrativo de Siberia Oriental; la fundación de Lensk en 1663; la de Pokrovsk en 1682. Sin embargo, durante muchas décadas, la extensión de la población rusa siguió siendo muy pequeña, limitada en su mayoría a campos militares o campos de trabajos forzados.
Un aumento significativo de la población rusa en la cuenca del Lena se produjo recién en el siglo XX, favorecido por el recurso masivo a la práctica de la deportación, tanto por el gobierno zarista como, sobre todo, por el soviético; la fundación de varias ciudades en la región se remonta a la primera mitad del siglo XX (en algunos casos incluso más tarde), algunas de las cuales se encuentran entre las mayores aglomeraciones urbanas de la zona: Aldan (que contaba con 21 490 hab. en 2023) fue fundada en 1923, Niurba (con 10 055 hab. en 2023) se remonta a 1930, Mirni (con 34 013 hab. en 2023) a 1955 y Nériungri (con 53 526 hab. en 2023) , una ciudad minera en la parte sur de la cuenca, incluso a 1975.
Esta afluencia de rusos desde el oeste resultó rápidamente en una superación numérica de todos los demás grupos étnicos anteriormente dominantes; sin embargo, recientemente, con el colapso del régimen soviético, el flujo se ha revertido y hoy los yakutos han vuelto a predominar, al menos en su propia República Autónoma.

## Curso

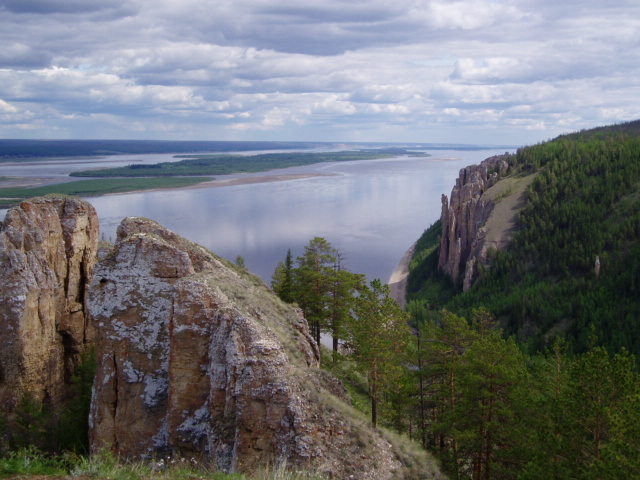
Los Pilares del Lena, una formación rocosa a lo largo de las orillas del río en su curso medio

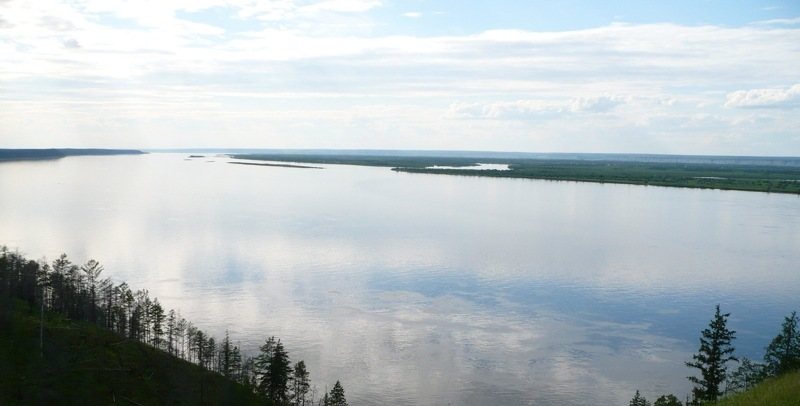
El río Lena cerca de Yakutsk.

El río Lena nace en la ladera occidental de los montes Baikal, a poca distancia del homónimo lago Baikal, y tras una amplia curva inicial que le encamina hacia el sur, fluye en dirección nornoreste. En este tramo recibe las aguas de numerosos afluentes, entre los que destacan el Kirenga y el Vitim. En este tramo, de aproximadamente 1400 km de longitud, el Lena discurre por un valle estrecho y profundo de aspecto montañoso, cuyas orillas se elevan hasta 300 m sobre la superficie del agua. El valle es bastante estrecho, con una anchura media que varía entre 1−6 km, aunque presenta ocasionales pasajes angostos donde se reduce a unos pocos cientos de metros.
Aguas abajo de la confluencia del río Vitim, el Lena recorre su curso medio. Bordea por el norte la meseta de Patom y toma dirección mediamente oriental, atravesando la amplia meseta del Lena (de la que es el principal eje de drenaje). En este tramo, recibe los ríos Njuja y Sinjaja por la izquierda, y los ríos Oliokma y Buotama por la derecha. Hasta la ciudad de Pokrovsk, fluye entre escarpadas laderas rocosas, en una zona que atrae a turistas y montañeros; en este tramo, ya alcanza dimensiones considerables, dado que su cauce puede alcanzar los dos kilómetros de ancho.
Tras Pokrovsk, el Lena gira hacia el norte y se adentra en las vastas tierras bajas de Yakutia central. Atraviesa la ciudad Yakutsk (la más grande de su cuenca) y recibe al río Aldan por la derecha cerca de la ciudad de Batamai. Tras ello, inicia su curso bajo, donde el Lena adquiere las características de un río de tierras bajas caudaloso, ancho y de caudal muy lento. Se dirige al oeste, recibe las aguas del Vilyuy y toma una dirección medio-septentrional, describiendo un arco muy largo, bordeando inmediatamente la cordillera Verjoyansk por el oeste, de los cuales drena toda la vertiente occidental, recibiendo varios afluentes importantes.
Después de la ciudad de Kjusjur, situada más allá del paralelo 70°N, toma una dirección más decididamente norte que mantiene hasta entrar en la zona del delta, cerca del asentamiento de Tit-Ary.

### El delta

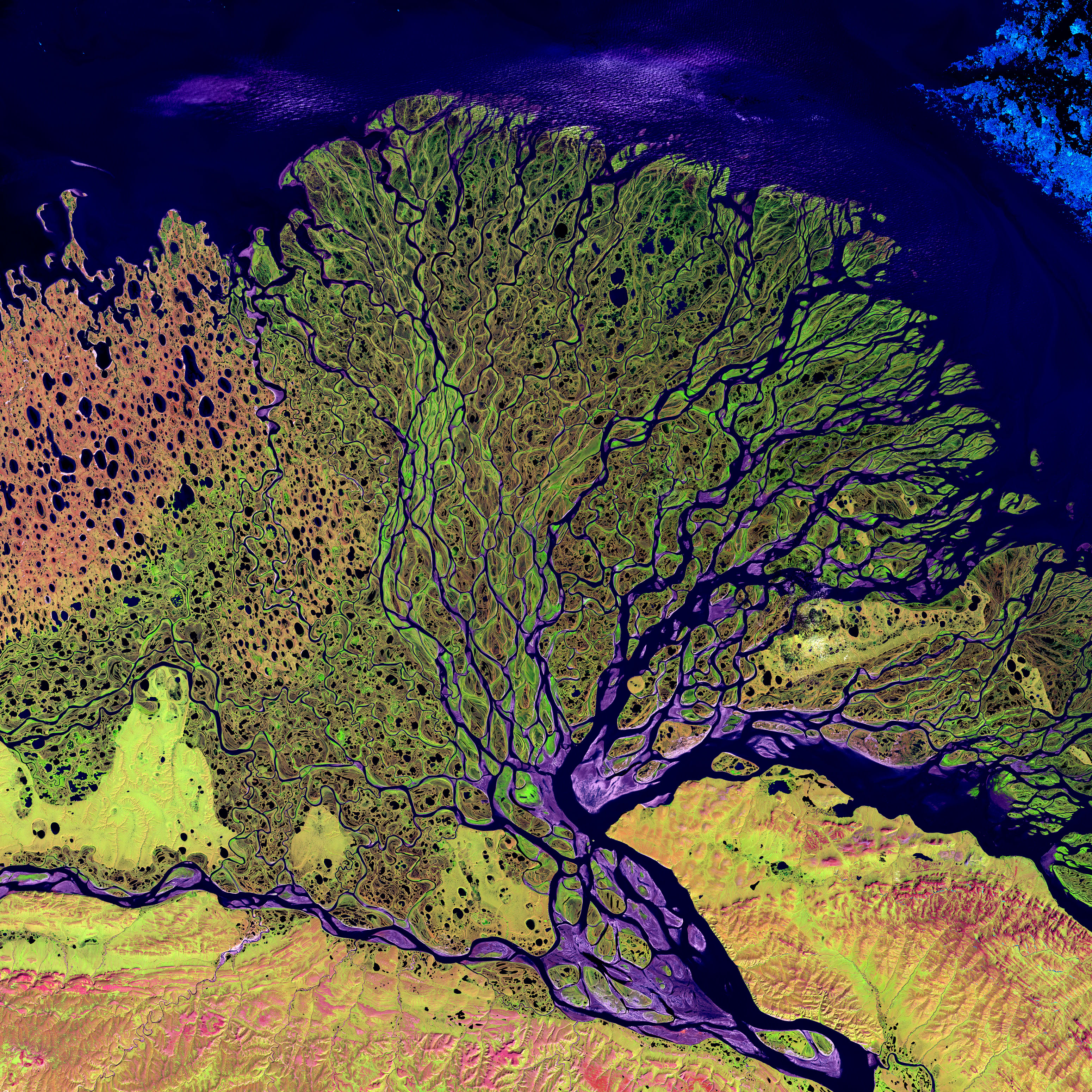
El delta del Lena fotografiado en febrero de 2000 por el satélite Landsat 7.

A unos cien kilómetros río abajo de la ciudad de Kyushur, el Lena entra en su zona deltaica; su delta tiene unos 150 km de largo y una superficie de 32 000 km²; desemboca en el mar de Láptev, dividiéndose en varios brazos; los tres brazos principales del delta son el Olenëk, el Trofimov y el Bykovo, que en ruso se llaman Olenëkskaja, Trofimovskaja e Bykovskaja (протоки Оленёкская, Трофимовская e Быковская). El Olenëkskaya, que fluye hacia el oeste, recibe este nombre porque desemboca en el golfo de Oleniok casi en paralelo al río Oleniok; en su desembocadura hay un grupo de islas. El Trofimovskaya, en el centro, fluye hacia el noreste y el Bykovskaya, hacia el sureste (los tres brazos son visibles en violeta en la imagen satelital en falso color de la derecha).
Los tres brazos son navegables, pero el más importante es el Bykovskaya, de 130 km de longitud, que fluye hacia el norte hasta la bahía de Tiksi, apta para el fondeo de barcos, donde se ubica el puerto de Tiksi. Además, existen numerosos brazos secundarios, entre los que se encuentran miles de lagos y 1600 islas dispersas. Entre ellas, al norte se encuentra la isla Amerika-Kuba-Aryta, mientras que al norte del delta se encuentran las islas Dunaj. Este delta es el más grande del Ártico y supera en tamaño al delta del Nilo.
La zona del delta alberga una fauna particularmente rica, teniendo en cuenta la latitud; incluye unas treinta especies de mamíferos y 36 especies de peces, así como un centenar de especies de aves que anidan allí durante el verano. La flora también es muy diversa e incluye 420 especies de plantas vasculares, 160 de musgos, 70 de líquenes y unas 320 de algas. Parte de la zona del delta está protegida por la Reserva Natural del Delta del Lena.

## Cuenca hidrográfica

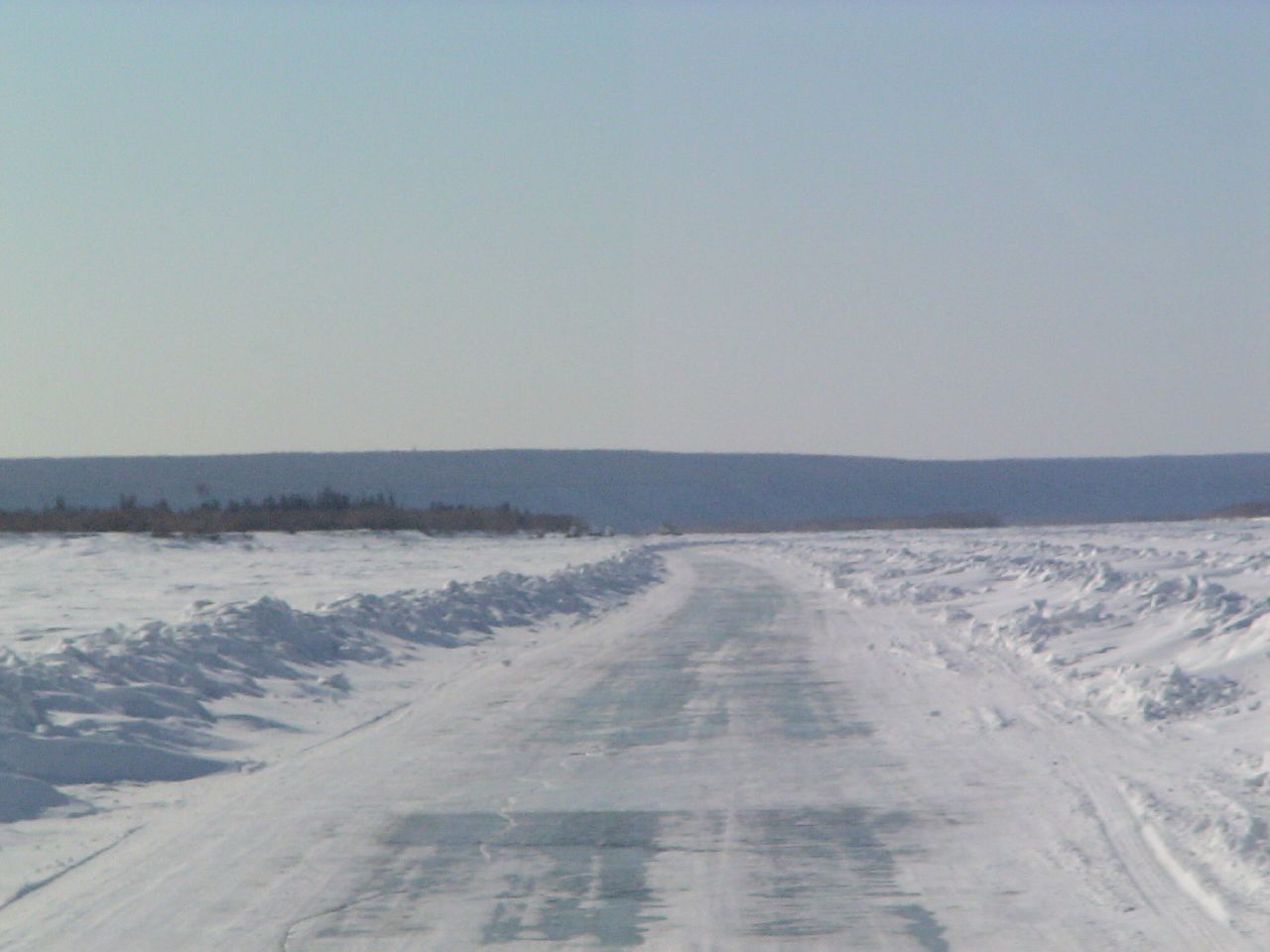
En invierno, el hielo alcanza espesores de hasta 3 metros, lo que permite el paso de vehículos de carretera. Una vez alcanzado un espesor aceptable, el lecho del río se utiliza como carretera. Por lo tanto, a pesar de la falta de puentes, el Lena no supone un obstáculo para el transporte terrestre durante los meses de invierno.

La cuenca hidrográfica del río Lena es de 2.490.000 km² (casi cinco veces Espña y siete veces la superficie de Alemania), coincide, en la práctica, con toda Siberia Oriental, ya que se extiende por el territorio de tres sujetos federales rusos (la república de Yakutia, el krai de Jabárovsk y el óblast de Irkutsk); es una zona con un clima continental severo, caracterizado por inviernos largos y muy fríos (se alcanzan algunas de las temperaturas más bajas del hemisferio norte) y veranos cortos y cálidos; en la ciudad de Yakutsk, la principal ciudad de su cuenca, se registran temperaturas medias de alrededor de -43 °C en enero y de 19 °C en julio. Las precipitaciones son escasas, especialmente en la parte septentrional, y caen principalmente en verano. El clima severo provoca una extensa congelación del suelo, que en gran parte de la cuenca es permanente (permafrost); en algunas zonas, la capa permanentemente congelada puede superar los 1.000 metros.
La cubierta vegetal predominante en la cuenca es la taiga, el bosque boreal de coníferas y abedules que cubre vastas extensiones del norte de Eurasia. Sin embargo, debido a las duras condiciones climáticas y a la presencia de permafrost (que se descongela en verano solo hasta profundidades de poco más de un metro), el bosque no es exuberante y se renueva con dificultad. En la zona de la desembocadura y el curso inferior del río, las temperaturas estivales descienden por debajo de la línea de arbolado: se trata de zonas de tundra ártica, desprovistas de vegetación arbórea, cubiertas por una vegetación rala de hierbas, musgos y líquenes, y caracterizadas por la presencia de suelos poligonales y vastos pantanos.
Esto provoca una densidad de población extremadamente baja, lo que significa que, a pesar de su tamaño, el río no tiene gran importancia económica. La principal razón que impulsó la población rusa de la zona es la abundancia de materias primas (madera de los inmensos bosques, carbón, petróleo, gas natural) y recursos minerales (oro, diamantes). Además, durante la época soviética se explotó el inmenso potencial energético de los ríos de la cuenca; se construyeron dos centrales eléctricas, una en el río Vilyuy y otra en el río Mamakan, un pequeño afluente del Aldan.
El Lena también tiene cierta importancia como ruta de transporte, ya que es navegable a lo largo de varios miles de kilómetros desde su desembocadura hasta la ciudad de Kachug en su curso superior; sus afluentes más grandes también permiten la navegación cientos de kilómetros río arriba desde su confluencia. En invierno, además, la gruesa capa de hielo permite cruzarlo en cualquier punto, incluso con vehículos pesados, lo que garantiza que el Lena no represente un obstáculo para las comunicaciones terrestres.

## Régimen fluvial

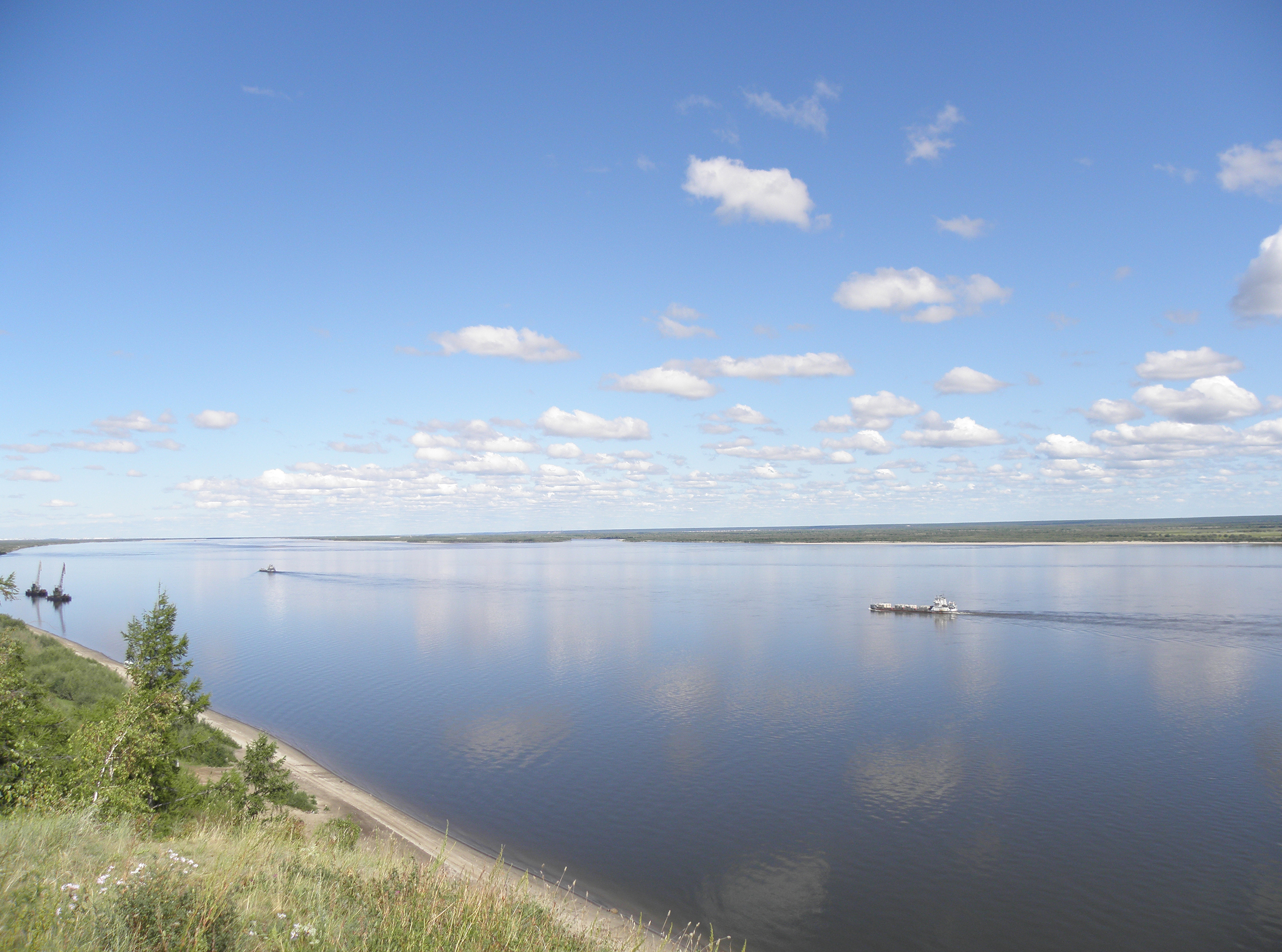
El Lena en su curso medio, durante el período estival.

El régimen del Lena es muy similar al de todos los demás ríos siberianos con un curso sur-norte: un mínimo invernal y primaveral, en el que el río está sellado por hielo que puede alcanzar espesores considerables (hasta 3 metros), contrasta con un máximo abrupto a finales de primavera y verano, asociado a extensas inundaciones como resultado de aumentos en los niveles de agua que pueden alcanzar, en promedio, 18 metros en el curso inferior y 10−15 m en el curso medio. Ocasionalmente puede subir a niveles incluso más altos: en mayo de 2001 la ciudad de Lensk fue medio destruida por una inundación durante la cual el nivel del agua subió a más de 19 m por encima del nivel promedio. Por regla general, el período de máximo flujo de agua se desplaza hacia adelante desde la fuente hacia la desembocadura: en el curso superior del Lena, el mes de mayor flujo de agua es mayo, mientras que en el curso inferior y en el delta es junio.
Los caudales presentan grandes variaciones a lo largo del año; en la desembocadura, en comparación con una media anual de 17 000 m³/s, se pueden registrar mínimos de unos 400 m³/s frente a máximos de 200,000 m³/s. En cuanto a la tendencia de los valores medios anuales, en la desembocadura del Kirenga hay 480 m³/s, en la del Vitim 1700 m³/s, en la del Olëkma 4500 m³/s y en la del Viljuj 12 100 m³/s. En total, por tanto, el Lena vierte anualmente en el mar de Láptev unos 540 km³ de agua, arrastrando unos 12 millones de toneladas de sedimentos.
El Lena presenta un fenómeno común a todos los demás grandes ríos siberianos: los periodos de heladas, aunque muy prolongados en todas partes, se diferencian entre las regiones meridionales (curso superior), donde duran aproximadamente desde mediados de octubre - noviembre hasta finales de abril - principios de mayo, y las regiones septentrionales (curso inferior), donde duran desde finales de septiembre - principios de octubre hasta finales de mayo -principios de junio. Este deshielo diferencial provoca que el agua de deshielo comience a fluir primero desde el curso superior, encontrando, al fluir hacia el norte, una presa formada por el hielo aún no fundido. Este impedimento, sumado a la considerable planitud de las formas geomorfológicas, dificulta aún más el drenaje del agua, creando inmensos pantanos.

### Caudales mensuales promedio
La siguiente tabla muestra los valores promedio mensuales del caudal (expresados en m³/s) del río Lena en algunas estaciones de monitoreo hidrométrico, ordenados desde la fuente hasta la desembocadura.
| Estación de monitoreo | Distancia a la boca | ene   | feb   | mar   | abr   | may    | jun    | jul    | ago    | set    | oct    | nov   | dic   | año    |
| --------------------- | ------------------- | ----- | ----- | ----- | ----- | ------ | ------ | ------ | ------ | ------ | ------ | ----- | ----- | ------ |
| Kačug                 | 3.968 km            | 27    | 24    | 23    | 55    | 204    | 189    | 161    | 137    | 120    | 75     | 36    | 33    | 90     |
| Žigalovo              | 3.803 km            | 40    | 34    | 34    | 67    | 344    | 247    | 190    | 162    | 135    | 89     | 54    | 45    | 120    |
| Zmeinovo              | 3.139 km            | 357   | 310   | 285   | 416   | 3.130  | 3.341  | 1.668  | 1.236  | 1.129  | 792    | 393   | 427   | 1.124  |
| Krestovskoe           | 2.655 km            | 918   | 759   | 687   | 808   | 7.309  | 13.439 | 8.426  | 6.527  | 5.840  | 3.048  | 1.102 | 1.118 | 4.165  |
| Soljanka              | 2.078 km            | 1.376 | 1.103 | 952   | 996   | 12.525 | 21.909 | 13.985 | 10.770 | 9.820  | 5.005  | 1.413 | 1.638 | 6.791  |
| Tabaga                | 1.527 km            | 1.489 | 1.148 | 961   | 917   | 11.172 | 23.561 | 14.917 | 11.036 | 10.083 | 5.629  | 1.528 | 1.650 | 7.007  |
| Kjusjur               | 211 km              | 2.838 | 2.232 | 1.736 | 1.426 | 6.535  | 74.034 | 39.940 | 27.353 | 24.265 | 14.264 | 3.514 | 2.955 | 16.761 |
| Islote de Stolb       | 5 km                | 3.141 | 2.669 | 2.119 | 1.759 | 5.909  | 61.833 | 39.478 | 26.167 | 21.890 | 13.196 | 3.342 | 3.074 | 15.382 |

Gráficos del caudal medio mensual del río Lena en algunas estaciones de monitoreo hidrométrico:
- caudal del río Lena (en m³/s) cerca de Tabaga, en el curso medio (61°49′50″N 129°59′55″E / 61.83056, 129.99861, distancia desde la desembocadura 1.527 km); período 1936-1999[24]

- caudal del río Lena (en m³/s) cerca de  Kjusjur, nel basso corso (70°41′05″N 127°21′40″E / 70.68472, 127.36111, distancia desde la desembocadura  211 km); período 1934-2000[25]

- caudal del río Lena (en m³/s) cerca del islote de Stolb, en el delta (72°22′12″N 126°48′00″E / 72.37000, 126.80000, distancia desde la desembocadura  5 km); período 1976-1994[26]

## Asentamientos

Mapa del río Lena en el que aparecen en su curso las siguientes ciudades: Ust-Kut, Kírensk, Lensk, Oliókminsk, y Yakutsk

Se recogen a continuación las localidades (y también antiguas localidades) en el Lena y cerca del delta del Lena, en dirección río abajo, con la altitud aproximada sobre el nivel del mar en metros (m) (ciudades en negrita, en cursiva pueblos existentes, centros administrativos de raiones / uluses y distritos urbanos marcados con *):
- Birjulka (555 m)
- Katschug (510 m)
- Wercholensk (485 m)
- Schigalowo (410 m)
- Ust-Kut (285 m)
- Kasarki (273 m)
- Tajura (268 m)
- Nasarowo (263 m)
- Werchnemarkowo (262 m)
- Makarowo (252 m)
- Kirensk (250 m)
- Alexejewsk (246 m)
- Ust-Tschuja (187 m)
- Witim (185 m)
- Peledui (180 m)
- Chamra (170 m)
- Lensk (160 m)
- Njuja (150 m)
- Dscherba (145 m)
- Birjuk (128 m)
- Oliókminsk (125 m)
- Sinsk (100 m)
- Mochsogolloch (95 m)
- Pokrovsk (94 m)
- Nischni Bestjach (93 m)
- Yakutsk (92 m)
- Schatai (90 m)
- Namzy (80 m)
- Batamai (71 m)
- Sangar* (65 m)
- Tas-Tumus (57 m)
- Schigansk (32 m)
- Dschardschan (19 m)
- Siktjach (12,5 m)
- Kjussjur (6,5 m)
- Bulun (6 m)
- Tit-Ary (1,5 m)
- Bykowski (0 m)
- Tiksi (10 m, en el delta)

## El sistema fluvial del Lena: afluentes

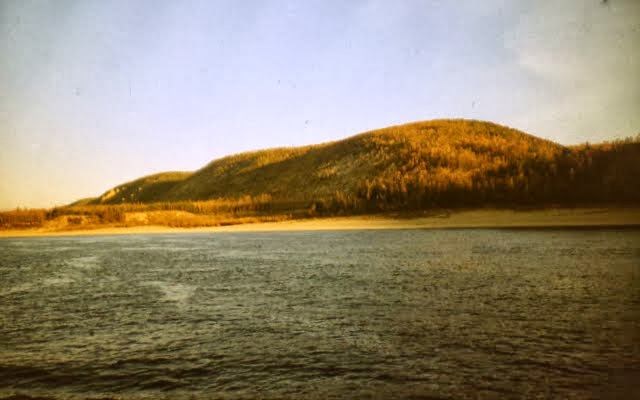
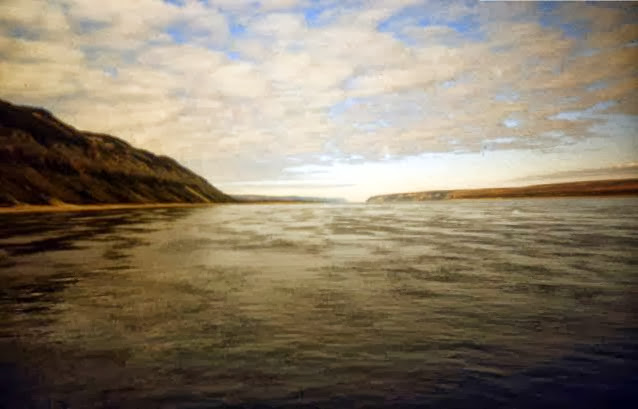
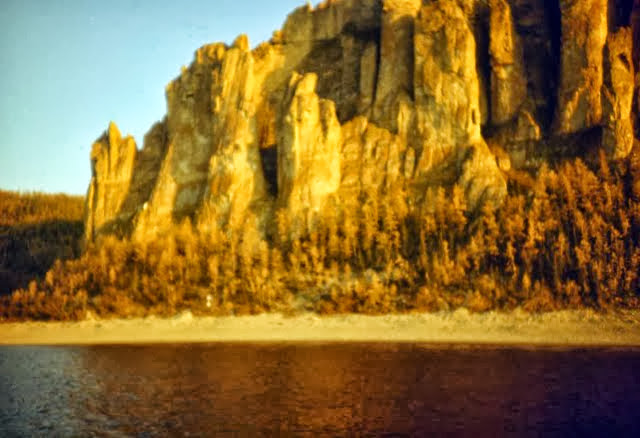
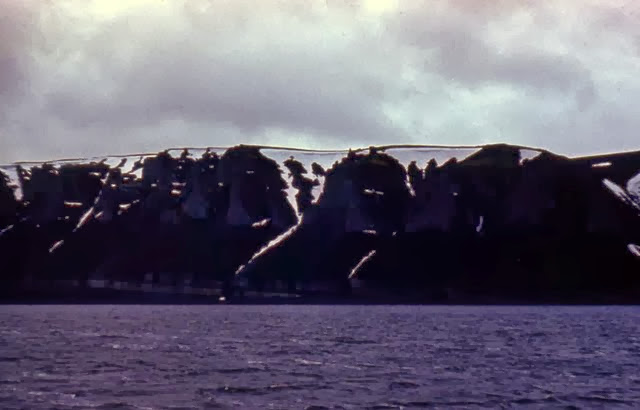
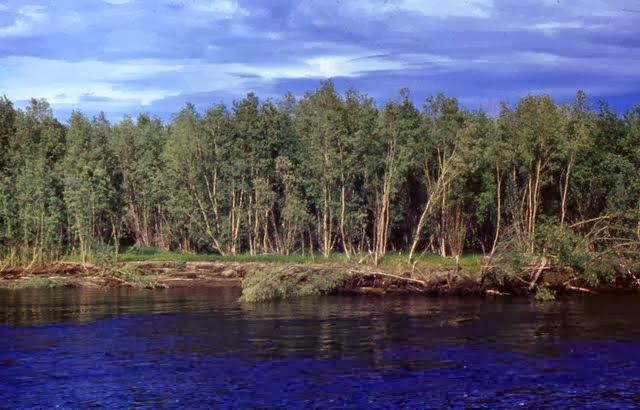
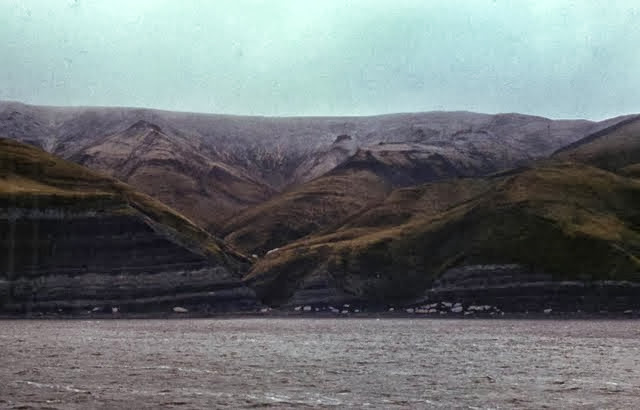
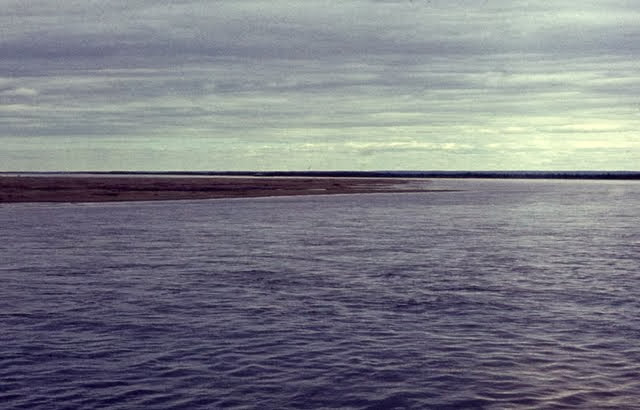

El sistema del río Lena comprende desde su nacimiento más de 2000 afluentes, siendo los más importantes los que recoge la Tabla siguiente.
|       |       | º                                      |                                            |                                            |                   |               |                |               |              |               |                |
| ----- | ----- | -------------------------------------- | ------------------------------------------ | ------------------------------------------ | ----------------- | ------------- | -------------- | ------------- | ------------ | ------------- | -------------- |
| Ramal | Ramal | Nombre afluente                        | Nombre afluente                            | Nombre afluente                            | Nombre en ruso    | Desembocadura | Distancia boca | Longitud (km) | Cuenca (km²) | Caudal (m³/s) | Sección        |
| I     | —     | Río Ilikta                             | Río Ilikta                                 | Río Ilikta                                 |                   | Río Lena      | 4020           | 105           |              |               | Curso Superior |
| I     | —     | Río Manzurka                           | Río Manzurka                               | Río Manzurka                               |                   | Río Lena      | 3980           | 214           |              |               | Curso Superior |
| —     | D     | Río Anga                               | Río Anga                                   | Río Anga                                   |                   | Río Lena      | 3969           | 167           |              |               | Curso Superior |
| —     | D     | Río Tutura                             | Río Tutura                                 | Río Tutura                                 |                   | Río Lena      | 3812           | 222           |              |               | Curso Superior |
| I     | —     | Río Ilga                               | Río Ilga                                   | Río Ilga                                   |                   | Río Lena      | 3773           | 289           | 10 400       |               | Curso Superior |
| I     | —     | Río Kutá                               | Río Kutá                                   | Río Kutá                                   |                   | Río Lena      | 3466           | 408           | 12 500       | 62,4          | Curso Superior |
| —     | D     | Río Tajura                             | Río Tajura                                 | Río Tajura                                 | Таюра             | Río Lena      | 3384           | 216           | 5720         |               | Curso Superior |
| I     | —     | Río Bol'šaja Tira                      | Río Bol'šaja Tira                          | Río Bol'šaja Tira                          |                   | Río Lena      | 3305           | 219           |              |               | Curso Superior |
| —     | D     | Río Kirenga (con el Kirenga Izquierdo) | Río Kirenga (con el Kirenga Izquierdo)     | Río Kirenga (con el Kirenga Izquierdo)     | Киренга           | Río Lena      | 3155           | 746           | 46 600       | 660           | Curso Superior |
| —     | —     |                                        | Río Chanda                                 | Río Chanda                                 | Ханда             | Río Kirenga   | —              | 242           | 5750         |               | Curso Superior |
| I     | —     | Río Piljuda                            | Río Piljuda                                | Río Piljuda                                |                   | Río Lena      | 3050           | 105           |              |               | Curso Superior |
| —     | D     | Río Čečuj                              | Río Čečuj                                  | Río Čečuj                                  |                   | Río Lena      | 3034           | 231           |              |               | Curso Superior |
| —     | D     | Río Čaja                               | Río Čaja                                   | Río Čaja                                   |                   | Río Lena      | 3017           | 353           | 11 400       | -             | Curso Superior |
| I     | —     | Río Ičera                              | Río Ičera                                  | Río Ičera                                  |                   | Río Lena      | 2973           | 138           |              |               | Curso Superior |
| \|    | —     | Río Tschaika                           | Río Tschaika                               | Río Tschaika                               | Чайка             | Río Lena      | 2816           | 120           | 2520         | 206           | Curso Superior |
| —     | D     | Río Borsaja-Cuja                       | Río Borsaja-Cuja                           | Río Borsaja-Cuja                           | Большая Чуя       | Río Lena      | 2740           | 512           | 18 400       | 206           | Curso Superior |
| —     | D     | Río Vitim                              | Río Vitim                                  | Río Vitim                                  | Витим             | Río Lena      | 2714           | 1978          | 225 000      | 2200          | Curso Medio    |
| —     | —     |                                        | Río Mama                                   | Río Mama                                   | Мама              | Río Vitim     | —              | 406           | 18 900       | 350           | Curso Medio    |
| —     | —     |                                        | Río Mamakan                                | Río Mamakan                                | Мамакан           | Río Vitim     | —              | 209           | 9460         | 180           | Curso Medio    |
| —     | —     |                                        | Río Muja                                   | Río Muja                                   | Му́я               | Río Vitim     | —              | 365           | 11 900       | 130           | Curso Medio    |
| —     | —     |                                        | Río Cipa                                   | Río Cipa                                   | Ципа              | Río Vitim     | —              | 692           | 42 200       | 270           | Curso Medio    |
| —     | —     |                                        |                                            | Río Tsipikan                               | Ципа              | Río Cipa      | —              | 329           |              |               | Curso Medio    |
| —     | —     |                                        |                                            | Río Amalat                                 | Ципа              | Río Cipa      | —              | 374           |              |               | Curso Medio    |
| —     | —     |                                        | Río Kalar                                  | Río Kalar                                  | Калар             | Río Vitim     | —              | 511           | 17 400       | 161           | Curso Medio    |
| —     | —     |                                        | Río Kalakan                                | Río Kalakan                                | Калакан           | Río Vitim     | —              | 314           | 10 600       | 84,5          | Curso Medio    |
| —     | —     |                                        | Río Karenga                                | Río Karenga                                | Каренга           | Río Vitim     | —              | 366           | 10 100       | 16,5          | Curso Medio    |
| —     | —     |                                        | Río Konda                                  | Río Konda                                  | Каренга           | Río Vitim     | —              | 285           | 10 400       |               | Curso Medio    |
| I     | —     | Río Peleduj                            | Río Peleduj                                | Río Peleduj                                | Пеледуй           | Río Lena      | 2690           | 398           | 14 300       | -             | Curso Medio    |
| —     | D     | Río Pilka                              | Río Pilka                                  | Río Pilka                                  | Пилка             | Río Lena      | 2599           | 117           | 2450         |               | Curso Medio    |
| I     | —     | Río Chamara                            | Río Chamara                                | Río Chamara                                | Хамара            | Río Lena      | 2582           | 145           | 2610         |               | Curso Medio    |
| —     | D     | Río Bol'šaja Kontajka                  | Río Bol'šaja Kontajka                      | Río Bol'šaja Kontajka                      | Большо́й Контайка  | Río Lena      | 2472           | 174           | 1710         |               | Curso Medio    |
| I     | —     | Río Njuja                              | Río Njuja                                  | Río Njuja                                  | Нюя               | Río Lena      | 2420           | 798           | 38 100       | 315           | Curso Medio    |
| —     | —     |                                        | Río Oelachan-Moerbajy                      | Río Oelachan-Moerbajy                      | Улахан-Мурбайы    | Río Njuja     | —              | 201           | 4390         |               | Curso Medio    |
| I     | —     | Río Džerba                             | Río Džerba                                 | Río Džerba                                 | Джерба            | Río Lena      | 2395           | 320           | 8780         | -             | Curso Medio    |
| I     | —     | Río Ura                                | Río Ura                                    | Río Ura                                    | Ура               | Río Lena      | 2366           | 181           | 2830         |               | Curso Medio    |
| —     | D     | Río Bol'šoj Patom                      | Río Bol'šoj Patom                          | Río Bol'šoj Patom                          | Большой Патом     | Río Lena      | 2334           | 570           | 28 400       | 350           | Curso Medio    |
| —     | D     | Río Malyj Patom                        | Río Malyj Patom                            | Río Malyj Patom                            | Малый Патом       | Río Lena      | 2323           | 136           | 3520         |               | Curso Medio    |
| I     | —     | Río Čerendej                           | Río Čerendej                               | Río Čerendej                               |                   | Río Lena      | 2178           | 226           |              |               | Curso Medio    |
| I     | —     | Río Birjuk                             | Río Birjuk                                 | Río Birjuk                                 | Бирюк-            | Río Lena      | 2160           | 267           | 9710         |               | Curso Medio    |
| —     | D     | Río Olekma                             | Río Olekma                                 | Río Olekma                                 |                   | Río Lena      | 2089           | 1436          | 210 000      | 1950          | Curso Medio    |
| —     | —     |                                        | Río Tchara                                 | Río Tchara                                 |                   | Río Olekma    | —              | 851           | 87 600       | 900           | Curso Medio    |
| —     | —     |                                        |                                            | Río Molbo                                  |                   | Río Tchara    | —              | 334           | 6040         | 900           | Curso Medio    |
| —     | —     |                                        |                                            | Río Tokko                                  |                   | Río Tchara    | —              | 446           | 23 100       | 900           | Curso Medio    |
| —     | —     |                                        | río Niukja                                 | río Niukja                                 | Нюкжа             | Río Olekma    | —              | 583           | 32 100       | 310           | Curso Medio    |
| —     | —     |                                        |                                            | Río Lopča                                  | Лопча             | Río Niukja    | —              | 243           | 3980         |               | Curso Medio    |
| —     | —     |                                        | Río Tungur                                 | Río Tungur                                 | Тунгир            | Río Olekma    | —              | 500           | 14 700       | 90            | Curso Medio    |
| —     | —     |                                        | Río Srednjaja Mokla                        | Río Srednjaja Mokla                        | Средняя Мокла     | Río Olekma    | —              | 233           | 5120         |               | Curso Medio    |
| I     | —     | Río Namana                             | Río Namana                                 | Río Namana                                 |                   | Río Lena      | 2044           | 444           | 16 900       | -             | Curso Medio    |
| —     | D     | Río Tuolbačan                          | Río Tuolbačan                              | Río Tuolbačan                              |                   | Río Lena      | 1954           | 181           |              |               | Curso Medio    |
| I     | —     | Río Marcha                             | Río Marcha                                 | Río Marcha                                 |                   | Río Lena      | 1928           | 346           | 8910         |               | Curso Medio    |
| I     | —     | Río Marchačan                          | Río Marchačan                              | Río Marchačan                              |                   | Río Lena      | 1914           | 248           |              |               | Curso Medio    |
| —     | D     | Río Tuolba                             | Río Tuolba                                 | Río Tuolba                                 | Туолба            | Río Lena      | 1875           | 395           | 15 800       | 63            | Curso Medio    |
| I     | —     | Río Sinjaja                            | Río Sinjaja                                | Río Sinjaja                                | Синяя             | Río Lena      | 1716           | 597           | 30 900       | 40,6          | Curso Medio    |
| —     | —     |                                        | Río Čyna                                   | Río Čyna                                   | Чына              | Río Sinjaja   | —              | 240           | 5070         |               | Curso Medio    |
| —     | D     | Río Buotama                            | Río Buotama                                | Río Buotama                                |                   | Río Lena      | 1609           | 418           | 12 600       | 60            | Curso Medio    |
| —     | D     | Río Menda                              | Río Menda                                  | Río Menda                                  |                   | Río Lena      | 1565           | 168           |              |               | Curso Medio    |
| —     | D     | Río Tamma                              | Río Tamma                                  | Río Tamma                                  |                   | Río Lena      | 1528           | 216           |              |               | Curso Medio    |
| —     | D     | Río Suola                              | Río Suola                                  | Río Suola                                  |                   | Río Lena      | 1488           | 224           |              |               | Curso Medio    |
| —     | D     | Río Aldan                              | Río Aldan                                  | Río Aldan                                  |                   | Río Lena      | 1311           | 2273          | 729 000      | 5060          | Curso Inferior |
| —     | —     |                                        | Río Tumara                                 | Río Tumara                                 | Тумара            | Río Aldan     | —              | 236           | 10 300       |               | Curso Inferior |
| —     | —     |                                        | Río Kele                                   | Río Kele                                   | Келе              | Río Aldan     | —              | 242           | 8620         |               | Curso Inferior |
| —     | —     |                                        | Río Barais                                 | Río Barais                                 | Барайы            | Río Aldan     | —              | 251           | 4880         |               | Curso Inferior |
| —     | —     |                                        | Río Tatta                                  | Río Tatta                                  | Татта             | Río Aldan     | —              | 414           | 10 200       | 5             | Curso Inferior |
| —     | —     |                                        | Río Chandyga (Khandyga)                    | Río Chandyga (Khandyga)                    | Хандыга           | Río Aldan     | —              | 281           | 9100         |               | Curso Inferior |
| —     | —     |                                        | Río Tompo                                  | Río Tompo                                  | Томпо             | Río Aldan     | —              | 570           | 42 700       |               | Curso Inferior |
| —     | —     |                                        |                                            | Río Delin'ja                               |                   | Río Tompo     | —              | 357           | 12 500       |               | Curso Inferior |
| —     | —     |                                        | Río Amga                                   | Río Amga                                   | Амга              | Río Aldan     | —              | 1462          | 69 300       | 178           | Curso Inferior |
| —     | —     |                                        | Río Chandyga Orienta (Vostočnaja Chandyga) | Río Chandyga Orienta (Vostočnaja Chandyga) | Восточная Хандыга | Río Aldan     | —              | 290           | 9950         |               | Curso Inferior |
| —     | —     |                                        | Río Tyry                                   | Río Tyry                                   | ры                | Río Aldan     | —              | 327           | 14 400       | 85            | Curso Inferior |
| —     | —     |                                        | Río Kuoluma                                | Río Kuoluma                                | Куолума           | Río Aldan     | —              | 253           | 4640         |               | Curso Inferior |
| —     | —     |                                        | Río Chanda                                 | Río Chanda                                 | Ханда             | Río Aldan     | —              | 281           | 8790         |               | Curso Inferior |
| —     | —     |                                        | Río Notora                                 | Río Notora                                 | Нотора            | Río Aldan     | —              | 308           | 7440         | 7             | Curso Inferior |
| —     | —     |                                        | Río Allach-Jun'                            | Río Allach-Jun'                            | Аллах-юнь         | Río Aldan     | —              | 586           | 24 200       | 169           | Curso Inferior |
| —     | —     |                                        | Río Chamna                                 | Río Chamna                                 | Хамна             | Río Aldan     | —              | 222           | 3500         |               | Curso Inferior |
| —     | —     |                                        | Río Maya                                   | Río Maya                                   | Мая               | Río Aldan     | —              | 1053          | 171 000      | 1200          | Curso Inferior |
| —     | —     |                                        |                                            | Río Yuduma                                 |                   | Río Maya      | —              | 765           | 43 700       | 342           | Curso Inferior |
| —     | —     |                                        |                                            | Río Majmakan                               | Маймакан          | Río Maya      | —              | 421           | 18 900       |               | Curso Inferior |
| —     | —     |                                        | Río Millas                                 | Río Millas                                 | Миль              | Río Aldan     | —              | 210           | 4990         |               | Curso Inferior |
| —     | —     |                                        | Río Bilir                                  | Río Bilir                                  | Билир             | Río Aldan     | —              | 230           | 3420         |               | Curso Inferior |
| —     | —     |                                        | Río Uchur                                  | Río Uchur                                  | Учур              | Río Aldan     | —              | 812           | 113 000      | 1350          | Curso Inferior |
| —     | —     |                                        |                                            | Río Gonam                                  |                   | Río Uchur     | —              | 686           | 55 600       |               | Curso Inferior |
| —     | —     |                                        |                                            | Río Gynym                                  |                   | Río Uchur     | —              | 297           | 15 100       |               | Curso Inferior |
| —     | —     |                                        |                                            | Río Tyrkan                                 | Тыркан            | Río Uchur     | —              | 238           |              |               | Curso Inferior |
| —     | —     |                                        |                                            | Río Uyan                                   | Уян               | Río Uchur     | —              | 233           |              |               | Curso Inferior |
| —     | —     |                                        | Río Jungjuele                              | Río Jungjuele                              | Унгюэле           | Río Aldan     | —              | 239           | 12 200       |               | Curso Inferior |
| —     | —     |                                        | Río Timpton                                | Río Timpton                                | Тимптон           | Río Aldan     | —              | 644           | 44 000       | 560           | Curso Inferior |
| —     | —     |                                        | Río Chuga (Čuga)                           | Río Chuga (Čuga)                           | Чуга              | Río Aldan     | —              | 236           | 7270         |               | Curso Inferior |
| —     | —     |                                        | Río Amediči                                | Río Amediči                                | Амедичи           | Río Aldan     | —              | 313           | 6000         |               | Curso Inferior |
| —     | D     | Río Batamaj                            | Río Batamaj                                | Río Batamaj                                | Батамай           | Río Lena      | 1310           | 148           | 3210         |               | Curso Inferior |
| —     | D     | Río Beljanka                           | Río Beljanka                               | Río Beljanka                               | Белянка           | Río Lena      | 1277           | 217           | 4560         |               | Curso Inferior |
| I     | —     | Río Kenkeme                            | Río Kenkeme                                | Río Kenkeme                                | Кенкеме           | Río Lena      | 1275           | 627           | 10 000       | -             | Curso Inferior |
| I     | —     | Río Chančaly                           | Río Chančaly                               | Río Chančaly                               | Ханчалы           | Río Lena      | 1260           | 241           | 2920         | -             | Curso Inferior |
| —     | D     | Río Čočuma                             | Río Čočuma                                 | Río Čočuma                                 | Чочума            | Río Lena      | 1166           | 144           | 2240         |               | Curso Inferior |
| I     | —     | Río Tjugene                            | Río Tjugene                                | Río Tjugene                                |                   | Río Lena      | 1157           | 492           | 8740         |               | Curso Inferior |
| I     | —     | Río Sitte                              | Río Sitte                                  | Río Sitte                                  | Сииттэ            | Río Lena      | 1157           | 431           | 8250         | -             | Curso Inferior |
| —     | D     | Río Ljunkjubej                         | Río Ljunkjubej                             | Río Ljunkjubej                             | Люнкюбэй          | Río Lena      | 1139           | 114           | 1770         | -             | Curso Inferior |
| I     | —     | Río Lungcha                            | Río Lungcha                                | Río Lungcha                                |                   | Río Lena      | 1132           | 508           | 10 300       | -             | Curso Inferior |
| I     | —     | Río Vilyuy                             | Río Vilyuy                                 | Río Vilyuy                                 |                   | Río Lena      | 1102           | 2650          | 454 000      | 1480          | Curso Inferior |
| —     | —     |                                        | Río Achtaranda                             | Río Achtaranda                             |                   | Río Vilyuy    | —              | 302           | 15 700       | -             | Curso Inferior |
| —     | —     |                                        | Río Cona                                   | Río Cona                                   |                   | Río Vilyuy    | —              | 802           | 40 600       | -             | Curso Inferior |
| —     | —     |                                        |                                            | Río Vakunajka                              | Вакунайка         | Río Cona      | —              | 362           | 10 100       | -             | Curso Inferior |
| —     | —     |                                        | Río Ygatta                                 | Río Ygatta                                 |                   | Río Vilyuy    | —              | 601           | 11 200       | 30            | Curso Inferior |
| —     | —     |                                        | Río Marjá                                  | Río Marjá                                  |                   | Río Vilyuy    | —              | 1180          | 99 000       | 400           | Curso Inferior |
| —     | —     |                                        |                                            | Río Konontchan                             | Конончаан         | Río Marjá     | —              | 213           | 4770         | -             | Curso Inferior |
| —     | —     |                                        |                                            | Río Channja                                | Хання             | Río Marjá     | —              | 398           | 7740         | -             | Curso Inferior |
| —     | —     |                                        |                                            | Río Morkoka                                | Моркока           | Río Marjá     | —              | 841           | 32 400       | -             | Curso Inferior |
| —     | —     |                                        |                                            | Río Marchara                               | Мархара           | Río Marjá     | —              | 232           | 5920         |               | Curso Inferior |
| —     | —     |                                        | Río Tjukjan                                | Río Tjukjan                                |                   | Río Vilyuy    | —              | 747           | 16 300       | 30            | Curso Inferior |
| —     | —     |                                        |                                            | Río Čilli                                  |                   | Río Tjukjan   | —              | 349           | 5290         | -             | Curso Inferior |
| —     | —     |                                        | Río Tjung                                  | Río Tjung                                  |                   | Río Vilyuy    | —              | 1092          | 49 800       | 180           | Curso Inferior |
| —     | —     |                                        |                                            | Río Tschimidikjan                          | Чимидикян         | Río Tjung     | —              | 331           | 4270         | -             | Curso Inferior |
| —     | —     |                                        |                                            | Río Dschippa                               | Джиппа            | Río Tjung     | —              | 243           | 5860         | -             | Curso Inferior |
| —     | —     |                                        | Río Bappagaj                               | Río Bappagaj                               |                   | Río Vilyuy    | —              | 307           | 4650         | -             | Curso Inferior |
| —     | —     |                                        | Río Čybyda                                 | Río Čybyda                                 |                   | Río Vilyuy    | —              | 451           | 9960         | -             | Curso Inferior |
| —     | —     |                                        | Río Oččuguj-Botuobuja                      | Río Oččuguj-Botuobuja                      |                   | Río Vilyuy    | —              | 342           | 11 100       | 40            | Curso Inferior |
| —     | —     |                                        | Río Tangnary                               | Río Tangnary                               |                   | Río Vilyuy    | —              | 352           | 6490         | -             | Curso Inferior |
| —     | —     |                                        | Río Ulachan-Botuobuja                      | Río Ulachan-Botuobuja                      |                   | Río Vilyuy    | —              | 459           | 17 500       | -             | Curso Inferior |
| —     | —     |                                        | Río Ulachan-Vava                           | Río Ulachan-Vava                           |                   | Río Vilyuy    | —              | 374           | 12 500       | 62            | Curso Inferior |
| I     | —     | Río Tympylykan                         | Río Tympylykan                             | Río Tympylykan                             | Тыымпылыкаан      | Río Lena      | 1086           | 357           | 5130         |               | Curso Inferior |
| I     | —     | Río Mynnyyjyky                         | Río Mynnyyjyky                             | Río Mynnyyjyky                             | Мынныыйыкы        | Río Lena      | 1086           | 102           | 1170         |               | Curso Inferior |
| —     | D     | Río Lepiske                            | Río Lepiske                                | Río Lepiske                                | Лээпискэ          | Río Lena      | 1057           | 299           | 10 300       |               | Curso Inferior |
| —     | D     | Río Mundaalyk                          | Río Mundaalyk                              | Río Mundaalyk                              | Мундаалык         | Río Lena      | 1037           | 103           | 920          |               | Curso Inferior |
| —     | D     | Río Djanyška                           | Río Djanyška                               | Río Djanyška                               |                   | Río Lena      | 990            | 332           | 11 400       |               | Curso Inferior |
| I     | —     | Río Linde                              | Río Linde                                  | Río Linde                                  |                   | Río Lena      | 985            | 804           | 20 000       | -             | Curso Inferior |
| —     | —     |                                        | Río Serki                                  | Río Serki                                  | Серки             | Río Linde     | —              | 209           | 2210         |               | Curso Inferior |
| —     | —     |                                        | Río D'ėlindė                               | Río D'ėlindė                               | Делинде           | Río Linde     | —              | 201           | 2060         |               | Curso Inferior |
| —     | D     | Río Bylachy                            | Río Bylachy                                | Río Bylachy                                | Былахы            | Río Lena      | 954            | 118           | 787          |               | Curso Inferior |
| —     | D     | Río Kjundjudej                         | Río Kjundjudej                             | Río Kjundjudej                             | Кюндюдэй          | Río Lena      | 921            | 240           | 3910         |               | Curso Inferior |
| —     | D     | Río Iinnėėch                           | Río Iinnėėch                               | Río Iinnėėch                               | Ииннээх           | Río Lena      | 918            | 123           | 822          |               | Curso Inferior |
| I     | —     | Río Bachany                            | Río Bachany                                | Río Bachany                                | Бахааны           | Río Lena      | 853            | 250           | 2930         |               | Curso Inferior |
| I     | —     | Río Taryn-Jurėch                       | Río Taryn-Jurėch                           | Río Taryn-Jurėch                           |                   | Río Lena      | 834            | 105           |              |               | Curso Inferior |
| —     | D     | Río Undulung                           | Río Undulung                               | Río Undulung                               | Юндюлюн           | Río Lena      | 820            | 414           | 12 800       | -             | Curso Inferior |
| —     | D     | Río Oručan                             | Río Oručan                                 | Río Oručan                                 | Оручаан           | Río Lena      | 818            | 115           | 2670         |               | Curso Inferior |
| —     | D     | Río Begidžjan                          | Río Begidžjan                              | Río Begidžjan                              | Бегидян           | Río Lena      | 740            | 262           | 3910         |               | Curso Inferior |
| —     | D     | Río Ukunku                             | Río Ukunku                                 | Río Ukunku                                 | Укунку            | Río Lena      | 703            | 148           | 2390         |               | Curso Inferior |
| —     | D     | Río Soboloch-Majak                     | Río Soboloch-Majak                         | Río Soboloch-Majak                         |                   | Río Lena      | 700            | 411           | 13 300       | -             | Curso Inferior |
| I     | —     | Río Choruonka                          | Río Choruonka                              | Río Choruonka                              | Хоруонгка         | Río Lena      | 696            | 377           | 8330         | -             | Curso Inferior |
| I     | —     | Río Kjulenke                           | Río Kjulenke                               | Río Kjulenke                               | Кююлээнкэ         | Río Lena      | 620            | 211           | 4090         |               | Curso Inferior |
| I     | —     | Río Muna                               | Río Muna                                   | Río Muna                                   |                   | Río Lena      | 606            | 715           | 30 100       | 40,6          | Curso Inferior |
| —     | —     |                                        | Río Munakan                                | Río Munakan                                |                   | Río Muna      | —              | 201           | 4070         |               | Curso Inferior |
| —     | —     |                                        | Río Chachčan                               | Río Chachčan                               |                   | Río Muna      | —              | 221           | 3250         |               | Curso Inferior |
| —     | —     |                                        | Río Severnaja                              | Río Severnaja                              |                   | Río Muna      | —              | 238           | 5190         |               | Curso Inferior |
| I     | —     | Río Motorčuna                          | Río Motorčuna                              | Río Motorčuna                              |                   | Río Lena      | 606            | 423           | 9250         | -             | Curso Inferior |
| —     | D     | Río Menkere                            | Río Menkere                                | Río Menkere                                | Мэнгкэрэ          | Río Lena      | 603            | 402           | 15 900       | -             | Curso Inferior |
| —     | D     | Río Natara                             | Río Natara                                 | Río Natara                                 | Натара            | Río Lena      | 551            | 187           | 5730         |               | Curso Inferior |
| —     | D     | Río Džardžan                           | Río Džardžan                               | Río Džardžan                               |                   | Río Lena      | 513            | 352           | 11 400       | -             | Curso Inferior |
| I     | —     | Río Molodo                             | Río Molodo                                 | Río Molodo                                 |                   | Río Lena      | 413            | 556           | 26 900       | -             | Curso Inferior |
| —     | D     | Río Unguochtach                        | Río Unguochtach                            | Río Unguochtach                            |                   | Río Lena      |                | 224           |              |               | Curso Inferior |
| —     | D     | Río Uėl'-Siktjach                      | Río Uėl'-Siktjach                          | Río Uėl'-Siktjach                          |                   | Río Lena      | 383            | 300           | 6630         |               | Curso Inferior |
| —     | D     | Río Kuranach-Siktjach                  | Río Kuranach-Siktjach                      | Río Kuranach-Siktjach                      |                   | Río Lena      | 361            | 172           |              |               | Curso Inferior |
| —     | D     | Río Bësjuke                            | Río Bësjuke                                | Río Bësjuke                                | Бёсююкэ           | Río Lena      | 296            | 263           | 5780         |               | Curso Inferior |
| —     | D     | Río Tikjan                             | Río Tikjan                                 | Río Tikjan                                 |                   | Río Lena      | 232            | 119           |              |               | Curso Inferior |
| I     | —     | Río Ėekit                              | Río Ėekit                                  | Río Ėekit                                  |                   | Río Lena      | 184            | 313           | 6600         |               | Curso Inferior |